# Nowa Hala Sportowa Akademickiego Centrum Sportu Radom
Koncepcja Akademickiego Centrum Sportu zrodziła się w latach 90. XX w. Inicjatorem działań w tym obszarze stała się Politechnika Radomska. Pierwszym oddanym do użytku obiektem centrum jest nowa hala sportowa.
Obiekt posiada powierzchnię 4,5 tys. metrów kwadratowych. Wymiary  parkietu (wykonanego z kanadyjskiego klonu w systemie Robins) to 48x28 m.
Koszt inwestycji wyniósł 8,5 mln zł. Budowę sfinansowano ze środków Politechniki Radomskiej, Urzędu Miasta Radomia, kontraktu wojewódzkiego oraz odpisów totalizatora sportowego.